# فریاد (فیلم ۱۹۵۷)
فریاد (به ایتالیایی: Il Grido) فیلمی سیاه‌وسفید به کارگردانی میکل‌آنجلو آنتونیونی محصول ۱۹۵۷ است.
فریاد در جشنواره لوکارنو سال ۱۹۵۷ یوزپلنگ طلایی را برد.

## بازیگران
- استیو کوکران
- آلیدا والی
- بتسی بلر
- گابریلا پالوتا
- دوریان گری
- مونیکا ویتی
- لیلیا لاندی
- الی پاروو